# RPS4Y1
RPS4Y1 (англ. Ribosomal protein S4, Y-linked 1) – білок, який кодується однойменним геном, розташованим у людей на Y-хромосомі. Довжина поліпептидного ланцюга білка становить 263 амінокислот, а молекулярна маса — 29 456.
| 10         |  | 20         |  | 30         |  | 40         |  | 50         |
| ---------- |  | ---------- |  | ---------- |  | ---------- |  | ---------- |
| MARGPKKHLK |  | RVAAPKHWML |  | DKLTGVFAPR |  | PSTGPHKLRE |  | CLPLIVFLRN |
| RLKYALTGDE |  | VKKICMQRFI |  | KIDGKVRVDV |  | TYPAGFMDVI |  | SIEKTGEHFR |
| LVYDTKGRFA |  | VHRITVEEAK |  | YKLCKVRKIT |  | VGVKGIPHLV |  | THDARTIRYP |
| DPVIKVNDTV |  | QIDLGTGKII |  | NFIKFDTGNL |  | CMVIGGANLG |  | RVGVITNRER |
| HPGSFDVVHV |  | KDANGNSFAT |  | RLSNIFVIGN |  | GNKPWISLPR |  | GKGIRLTVAE |
| ERDKRLATKQ |  | SSG        |  |            |  |            |  |            |

A: Аланін

C: Цистеїн

D: Аспарагінова кислота

E: Глутамінова кислота

F: Фенілаланін

G: Гліцин

H: Гістидин

I: Ізолейцин

K: Лізин

L: Лейцин

M: Метіонін

N: Аспарагін

P: Пролін

Q: Глутамін

R: Аргінін

S: Серин

T: Треонін

V: Валін

W: Триптофан

Кодований геном білок за функціями належить до рибонуклеопротеїнів, рибосомних білків. 
Білок має сайт для зв'язування з РНК, рРНК. 